# Hauberge bei Haiger
Hauberge bei Haiger este o arie protejată (arie de protecție specială avifaunistică — SPA) din Germania întinsă pe o suprafață de 7.686,59 ha, integral pe uscat.

## Localizare
Centrul sitului Hauberge bei Haiger este situat la coordonatele 50°48′43″N 8°18′16″E / 50.8119°N 8.3044°E.

## Înființare
Situl Hauberge bei Haiger a fost declarat arie de protecție specială avifaunistică în noiembrie 2004 pentru a proteja 19 specii de animale.

## Biodiversitate
Situată în ecoregiunea continentală, aria protejată nu include niciun habitat protejat.
La baza desemnării sitului se află mai multe specii protejate de  păsări (19): minunița (Aegolius funereus), fâsă de luncă (Anthus pratensis), cocoșul de mesteacăn (Bonasa bonasia), caprimulg (Caprimulgus europaeus), barză neagră (Ciconia nigra), Corvus monedula, prepeliță (Coturnix coturnix), cristeiul de câmp (Crex crex), ciocănitoarea de stejar (Dendrocopos medius), ciocănitoare neagră (Dryocopus martius), șoimul rândunelelor (Falco subbuteo), ciuvică (Glaucidium passerinum), sfrâncioc roșiatic (Lanius collurio), sfrâncioc mare (Lanius excubitor excubitor), gaia roșie (Milvus milvus), codroșul de pădure (Phoenicurus phoenicurus), ciocănitoare verzuie (Picus canus), mărăcinar (Saxicola rubetra), sitar de pădure (Scolopax rusticola).